# Ча (Савона)
Ча (итал. Cia) је насеље у Италији у округу Савона, региону Лигурија.
Према процени из 2011. у насељу је живело 10 становника. Насеље се налази на надморској висини од 291 м.